# Mikołaj Malesza
Mikołaj Malesza (ur. 22 kwietnia 1954 w Krynkach) – polski scenograf teatralny i telewizyjny oraz malarz.

## Życiorys
Studiował na Wydziale Architektury Wnętrz Akademii Sztuk Pięknych w Warszawie. Dyplom z wyróżnieniem otrzymał w 1979. Jako scenograf od 1991 jest związany z Towarzystwem Wierszalin. Ponadto był autorem scenografii przedstawień w takich teatrach jak m.in.: Białostocki Teatr Lalek, Teatr Pinokio w Łodzi, Teatr Lalka w Warszawie, Teatr Lalek Guliwer w Warszawie, Teatr Lalek Banialuka w Bielsku-Białej, Teatr Rozmaitości w Warszawie, Teatr Baj w Warszawie, Teatr Animacji w Poznaniu, Narodowy Stary Teatr w Krakowie, Teatr Polski we Wrocławiu, Teatr Wybrzeże w Gdańsku, Teatr im. Stefana Jaracza w Łodzi, Teatr Powszechny w Warszawie oraz Teatr Telewizji.
Mąż reżyserki teatrów lalkowych Ewy Sokół-Maleszy.

## Nagrody i odznaczenia
- 1984: I nagroda na XXXVIII Ogólnopolskim Salonie Zimowym Plastyki w Radomiu
- 1987: III nagroda na XII Ogólnopolskim Konkursie Malarskim na Obraz im. J. Spychalskiego w Poznaniu
- 1991: I Nagroda na XV Ogólnopolskim Festiwalu Teatrów Lalek w Opolu za scenografię do spektaklu Jan Tajemnik[1]
- 1996: Nagroda na III Toruńskich Spotkaniach Teatrów Lalek za scenografię do spektakli Głup i Medyk
- 1997: I Nagroda na XVIII Ogólnopolskim Festiwalu Teatrów Lalek w Opolu za scenografię do spektaklu Medyk
- 1998: Nagroda na IV Ogólnopolskim Konkursie na Wystawienie Polskiej Sztuki Współczesnej w Warszawie za kreację plastyczną spektaklu Opowieści z królestwa Lailonii
- 2000: Honorowe wyróżnienie jury VII Międzynarodowych Toruńskich Spotkań Teatrów Lalek za scenografię do spektaklu Ofiara Wilgefortis
- 2002: Nagroda na XX Międzynarodowym Festiwalu Sztuki Lalkarskiej w Bielsku-Białej za scenografię do spektaklu Ofiara Wilgefortis
- 2003: Nagroda na XIV Międzynarodowym Festiwalu Teatru w Walizce w Łomży za lalki do spektaklu O rybaku i złotej rybce
- 2004: Nagroda Talensa
- 2010: Srebrny Medal „Zasłużony Kulturze Gloria Artis”[2]
- 2013: Nagroda Henryk przyznana przez Sekcję Teatrów Lalkowych ZASP